# (8504) 1990 YC
A (8504) 1990 YC a Naprendszer kisbolygóövében található aszteroida. Ueda Szeidzsi és Kaneda Hirosi fedezte fel 1990. december 17-én.